# Бек, Анника
Анника Бек (нем. Annika Beck; род. 16 февраля 1994 года, Гисен, Германия) — немецкая профессиональная теннисистка; победительница трёх турниров WTA (два — в одиночном разряде); победительница одного юниорского турнира Большого шлема в одиночном разряде (Открытый чемпионат Франции-2012).

## Общая информация
Анника Бек родилась 16 февраля 1994 года в Гисене в семье преподавателей Боннского университета — профессоров химии Йоханнеса и Петры Бек.
В пять лет, по протекции родителей, немка стала заниматься теннисом, а к 11 годам этот вид спорта стал её главным увлечением, пересилив интерес к занятиям лёгкой атлетикой и плаваньем. На корте Бек предпочитает действовать у задней линии, лучший удар — форхенд, любимая покрытие — хард. В свободное от спорта время Анника Бек играет на скрипке.

## Спортивная карьера
Начало карьеры
Первого титула из цикла ITF Анника Бек добилась в январе 2010 года на турнире с минимальным призовым фондом (10 000 долларов) в Германии. В феврале 2012 года она выиграла 25-тысячник ITF в Москве. В апреле Бек впервые сыграла в основных соревнованиях WTA-тура, пройдя квалификационный отбор на турнир в Копенгагене. В начале июня 18-летняя немецкая теннисистка выиграла юниорские женские одиночные соревнования на Открытом чемпионате Франции. В конце того же месяца она смогла дебютировать в основной сетке взрослого турнира серии Большого шлема, пройдя квалификационный отбор на Уимблдонский турнир. В июле Бек победила на 50-тысячнике ITF в Ферсмольде, а в августе 25-тысячник в Коксейде. Осенью 2012 года Бек одержала сразу три победы на 75-тысячниках ITF (в Шрусбери, Исманинге и Барнстапле. По итогам 2012 года она заняла 78-ю строчку в рейтинге.
На старте сезона 2013 года Бек вышла в четвертьфинал турнира в Шэньчжэне. На Открытом чемпионате Австралии она выиграла первый матч на Большом шлеме, пройдя во второй раунд. В феврале 2013 года состоялось её дебютное выступление в составе сборной Германии в розыгрыше Кубка Федерации. В апреле Бек смогла выйти в полуфинал грунтового турнира WTA в Катовице. Первый финал она сыграла в октябре того года на турнире в Люксембурге. В титульном матче Бек проиграла Каролине Возняцки со счётом 2-6, 2-6.
В январе 2014 года Бек вышла в полуфинал турнира в Шэньчжэне. В июне на травяном турнире в Хертогенбосе в матче второго раунда она сумела пройти третью ракетку мира Симону Халеп на отказе соперницы от продолжения матча (5-7, 3-2) и выйти в четвертьфинал. Осенью Бек сыграла в парном финале турнира в Линце в альянсе с Каролин Гарсией. Через неделю после этого Бек выиграла свой первый турнир WTA. Произошло это в Люксембурге, где в финале она оказалась сильнее Барборы Стрыцовой — 6-2, 6-1.
2015—2018

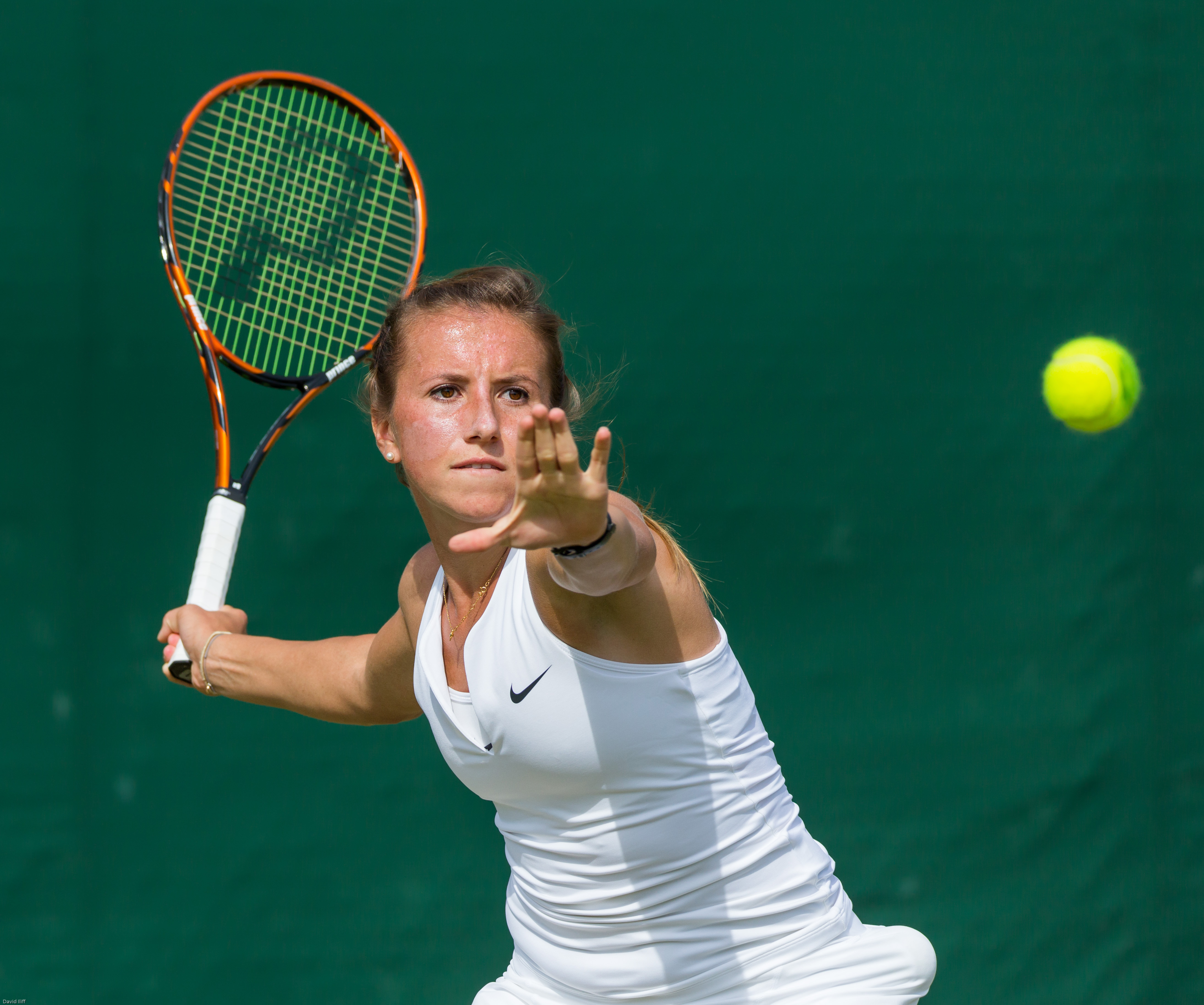
Бек на Уимблдонском турнире 2015 года

На Открытом чемпионате Франции 2015 года Бек впервые вышла в третий раунд соревнований серии Большого шлема. В первом раунде того турнира она смогла пройти серьезную соперницу в лице № 14 посева Агнешки Радваньской. Летом Бек неплохо выступила на турнире во Флорианополисе. В одиночном розыгрыше она смогла достичь финала, но проиграла в нём местной теннисистке Тельяне Перейре — 4-6, 6-4, 1-6. В парном же разряде Бек смогла добиться успеха и выиграла главный приз, разделив его со своей партнёршей Лаурой Зигемунд. В сентябре Бек завоевала свой второй одиночный титул WTA. На турнире в Квебеке немка проиграла за пять матчей лишь один сет, а в финале одолела Елену Остапенко из Латвии со счётом 6-2, 6-2.
На Открытом чемпионате Австралии 2016 года Бек смогла доиграть до четвёртого раунда. Этот результат стал лучшим в её карьере на Больших шлемах на тот момент. В мае того же года она сыграла в полуфинале грунтового турнира в Нюрнберге. На кортах Ролан Гаррос и Уимблдона Бек смогла доиграть до стадии третьего раунда. В июле в дуэте с россиянкой Евгенией Родиной она смогла достичь парного финала турнира в Гштаде. В июле она достигла 37-й строчки в мировом рейтинге. В августе Бек сыграла на первых для себя Олимпийских играх, которые проводились в Рио-де-Жанейро. В первом же раунде 22-летняя немка проиграла хорватке Ане Конюх.
За весь сезон 2017 года Бек всего лишь один раз в феврале в Будапеште смогла преодолеть первые раунды и выйти в четвертьфинал и по итогам сезона заняла место во второй половине второй сотни мирового рейтинга. В 2018 году Бек не выступала и в октябре объявила о завершении спортивной карьеры в возрасте 24 лет. Причиной стали многочисленные травмы спортсменки.

## Итоговое место в рейтинге WTA по годам
| Год  | Одиночный рейтинг | Парный рейтинг |
| 2017 | 177               | 259            |
| 2016 | 53                | 127            |
| 2015 | 56                | 117            |
| 2014 | 55                | 122            |
| 2013 | 58                | 862            |
| 2012 | 78                | 1 231          |
| 2011 | 234               |                |
| 2010 | 380               | 875            |
| 2009 | 1 099             |                |

## Выступления на турнирах

### Финалы турнировWTAв одиночном разряде (4)

#### Победы (2)
| Легенда:                    |
| --------------------------- |
| Турниры Большого шлема (0)* |
| Олимпиада (0)               |
| Итоговый турнир WTA (0)     |
| Premier Mandatory (0)       |
| Premier 5 (0)               |
| Premier (0)                 |
| International (2+1)         |

| Титулы по покрытиям | Титулы по месту проведения матчей турнира |
| ------------------- | ----------------------------------------- |
| Хард (1)*           | Зал (2)                                   |
| Грунт (0+1)         | Зал (2)                                   |
| Трава (0)           | Открытый воздух (0+1)                     |
| Ковёр (1)           | Открытый воздух (0+1)                     |

* количество побед в одиночном разряде + количество побед в парном разряде.
| №  | Дата             | Турнир         | Покрытие    | Соперница в финале         | Счёт    |
| 1. | 18 октября 2014  | Люксембург     | Хард (зал)  | Барбора Заглавова-Стрыцова | 6-2 6-1 |
| 2. | 20 сентября 2015 | Квебек, Канада | Ковёр (зал) | Елена Остапенко            | 6-2 6-2 |

#### Поражения (2)
| №  | Дата            | Турнир                  | Покрытие   | Соперница в финале | Счёт        |
| 1. | 20 октября 2013 | Люксембург              | Хард (зал) | Каролина Возняцки  | 2-6 2-6     |
| 2. | 1 августа 2015  | Флорианополис, Бразилия | Грунт      | Тельяна Перейра    | 4-6 6-4 1-6 |

### Финалы турнировITFв одиночном разряде (10)

#### Победы (7)
| Легенда:           |
| ------------------ |
| 100 000 долл. (0)* |
| 75 000 долл. (3)   |
| 50 000 долл. (1)   |
| 25 000 долл. (2)   |
| 10 000 долл. (1)   |

| Титулы по покрытиям | Титулы по месту проведения матчей турнира |
| ------------------- | ----------------------------------------- |
| Хард (3)*           | Зал (5)                                   |
| Грунт (2)           | Зал (5)                                   |
| Трава (0)           | Открытый воздух (2)                       |
| Ковёр (2)           | Открытый воздух (2)                       |

* количество побед в одиночном разряде.
| №  | Дата             | Турнир                    | Покрытие    | Соперница в финале  | Счёт           |
| 1. | 31 января 2010   | Карст, Германия           | Ковёр (зал) | Одри Берго          | 6-2 7-5        |
| 2. | 26 февраля 2012  | Москва, Россия            | Хард (зал)  | Кирстен Флипкенс    | 6-1 7-5        |
| 3. | 8 июля 2012      | Ферсмольд, Германия       | Грунт       | Анастасия Севастова | 6-3 6-1        |
| 4. | 12 августа 2012  | Коксейде, Бельгия         | Грунт       | Бибиана Схофс       | 6-1 6-1        |
| 5. | 22 сентября 2012 | Шрусбери, Великобритания  | Хард (зал)  | Штефани Фёгеле      | 6-2 6-4        |
| 6. | 28 октября 2012  | Исманинг, Германия        | Хард (зал)  | Ева Бирнерова       | 6-3 7-6(8)     |
| 7. | 4 ноября 2012    | Барнстапл, Великобритания | Хард (зал)  | Элени Данилиду      | 6-7(1) 6-2 6-2 |

#### Поражения (3)
| №  | Дата           | Турнир                     | Покрытие   | Соперница в финале | Счёт        |
| 1. | 22 ноября 2009 | Экёрдрвиль-Энвиль, Франция | Хард (зал) | Констанс Сибиль    | 4-6 2-6     |
| 2. | 5 февраля 2012 | Сандерленд, Великобритания | Хард (зал) | Сара Гронерт       | 6-3 2-6 3-6 |
| 3. | 25 марта 2012  | Бат, Великобритания        | Хард (зал) | Кики Бертенс       | 4-6 6-3 3-6 |

### Финалы турнировWTAв парном разряде (3)

#### Победы (1)
| №  | Дата         | Турнир                  | Покрытие | Партнёрша      | Соперницы в финале        | Счёт       |
| 1. | 31 июля 2015 | Флорианополис, Бразилия | Грунт    | Лаура Зигемунд | Мария Иригойен Паула Каня | 6-3 7-6(1) |

#### Поражения (2)
| №  | Дата            | Турнир           | Покрытие   | Партнёрша      | Соперницы в финале              | Счёт           |
| 1. | 12 октября 2014 | Линц, Австрия    | Хард (зал) | Каролин Гарсия | Ралука Олару Анна Татишвили     | 2-6 1-6        |
| 2. | 17 июля 2016    | Гштад, Швейцария | Грунт      | Евгения Родина | Лара Арруабаррена Ксения Кнолль | 1-6 6-3 [8-10] |